# تخم‌خوار

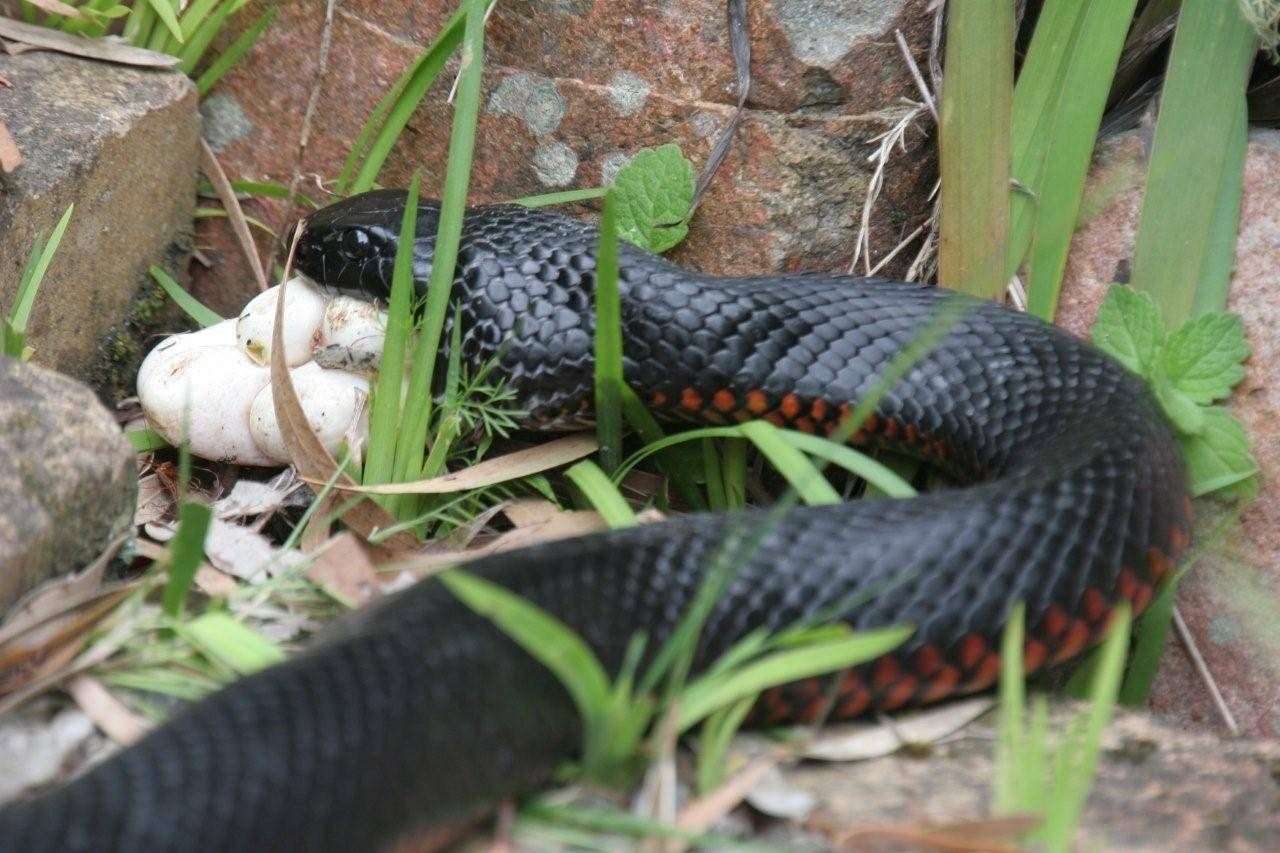
یک مار سیاه شکم‌قرمز Pseudechis porphyriacus در حال خوردن تخم‌های مار درختی سبز Dendrelaphis punctulatus

تخم‌خواری (به لاتین: Ovivore) (به انگلیسی: Egg predation)، یک استراتژی تغذیه در میان بسیاری از گروه‌های جانوران است که در آن‌ها تخم مصرف می‌کنند. از آنجایی که تخم در یک مرحله از چرخه زندگی خود نشان‌دهنده یک جاندار کامل است، خوردن تخم نوعی شکار است، یعنی کشتن موجودی دیگر برای غذا.
شکار تخم به‌طور گسترده در سراسر قلمرو جانوران، از جمله در ماهیان، پرندگان، مارها، پستانداران و بندپایان یافت می‌شود. برخی از گونه‌ها، شکارچیان متخصص تخم هستند، اما بسیاری از گونه‌های دیگر به‌عنوان عمومی‌خوار هستند که در فرصتی که پیش بیاید، تخم‌ها را مصرف می‌کنند.

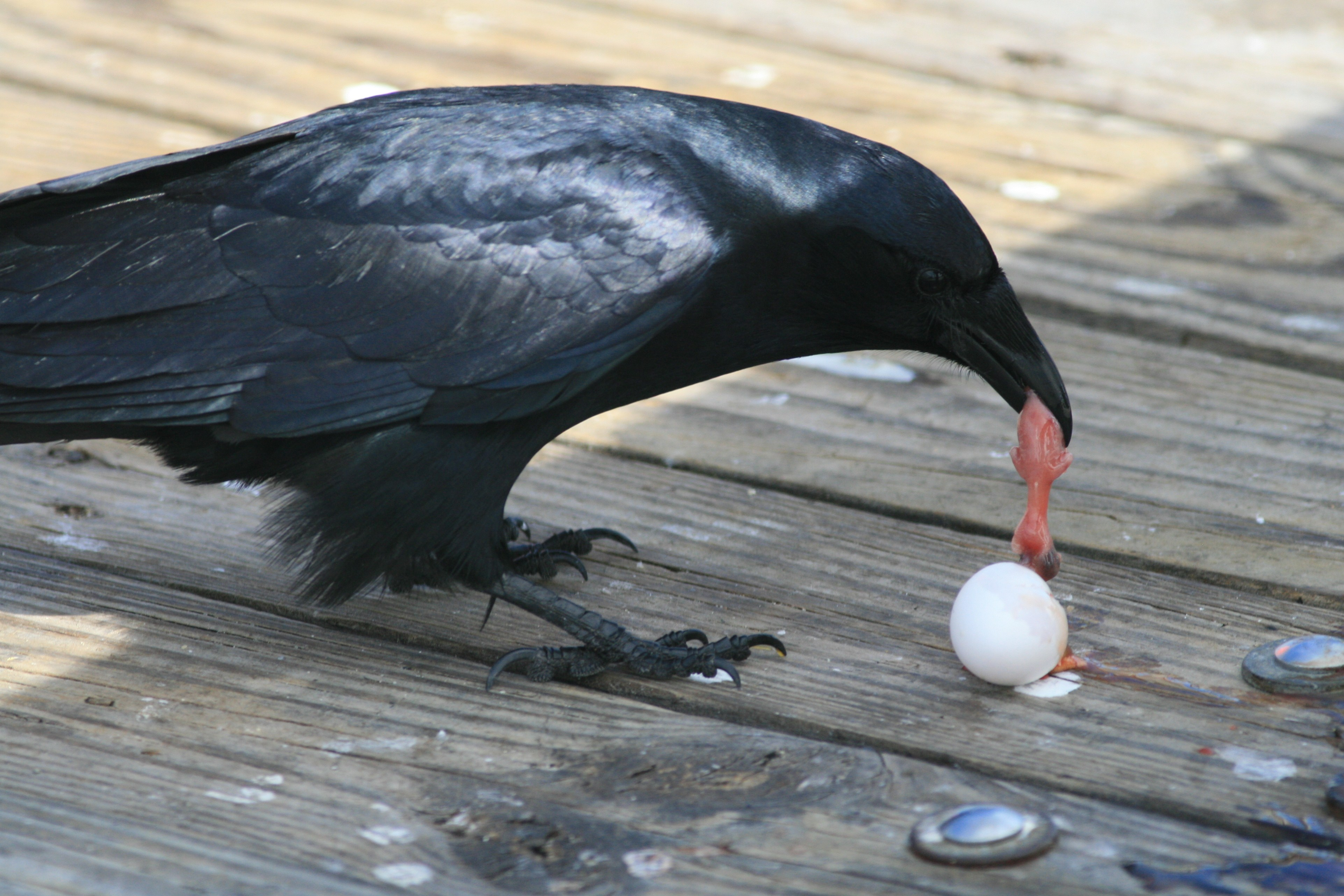
شکارچیان عمومی و همه چیزخوار مانند این کلاغ ماهی، Corvus ossifragus، در صورت یافتن فرصت، تخم مرغ را در میان بسیاری از طعمه‌های دیگر می‌خورند.

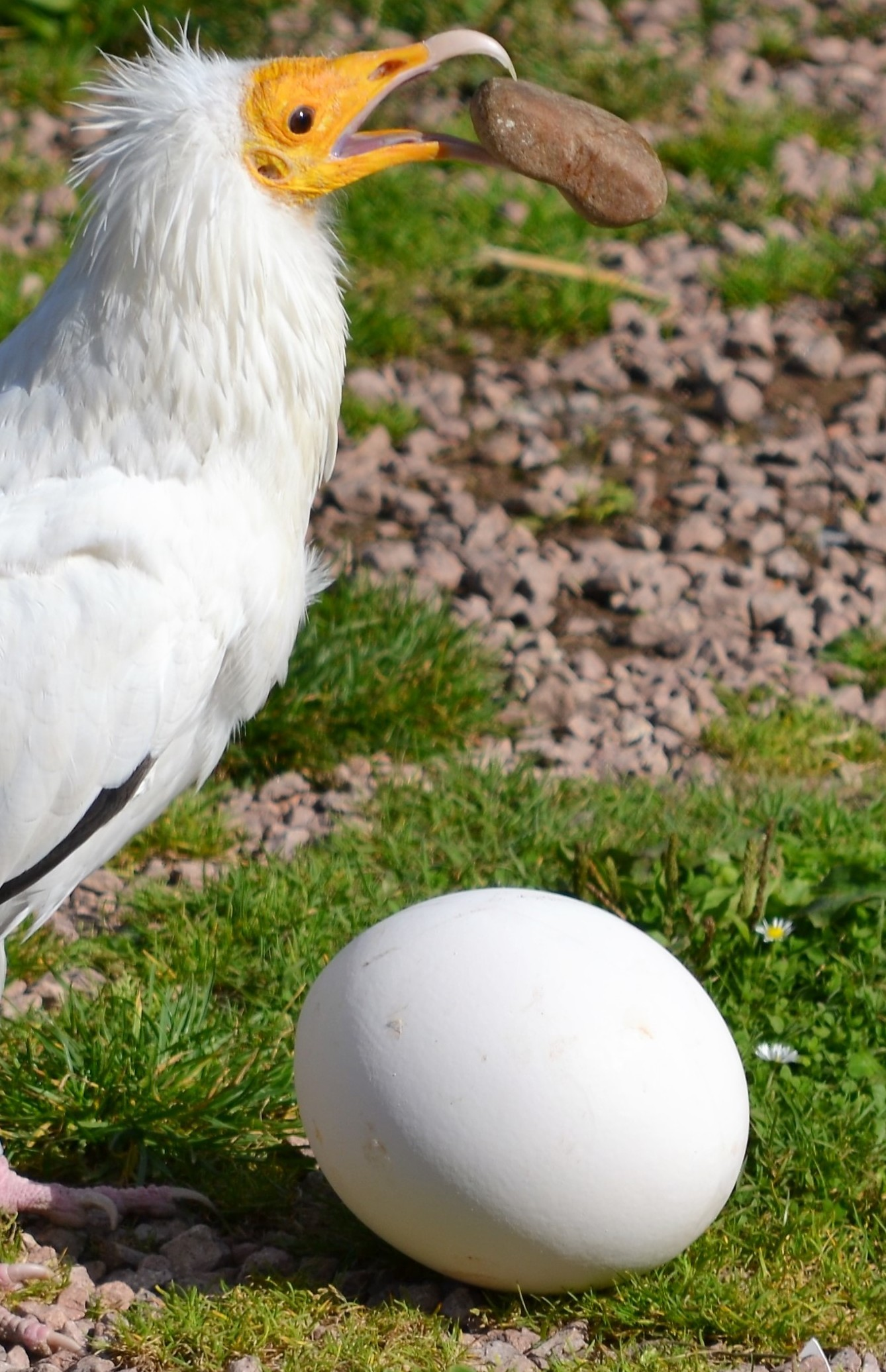
کرکس کوچک با استفاده از سنگ برای شکستن تخمی که خیلی بزرگ نیست، آن را بلند می‌کند